# Johann Balthasar Kölbele
Johann Balthasar Kölbele (* 1722 in Frankfurt am Main; † Juli 1778 ebenda) war ein Jurist und Theologe in der Zeit der Aufklärung. Er war in den öffentlichen Schriftwechsel zwischen Johann Caspar Lavater und dem Aufklärer Moses Mendelssohn verwickelt, indem er Mendelssohn durch Pamphlete angriff.

## Leben und Wirken
Johann Balthasar Kölbele wurde 1726 in Frankfurt am Main geboren. Er studierte Jura ab 1743 zunächst in Gießen, ab 1745 in Halle. 1748 promovierte Kölbele. Er hatte eine eigenständige Praxis in Frankfurt am Main, bevor er seinen Beruf aufgab und sich dem Studium der Religion widmete. Dies war ihm möglich, da seine Eltern ihm ein ausreichendes Vermögen hinterließen.
Bereits 1765, fünf Jahre vor seinem Schreiben an den Herrn Moses Mendelssohn, versuchte Kölbele vergeblich, mit Mendelssohn zu diskutieren und ihn vom Christentum zu überzeugen. Weil Mendelssohn nicht auf Kölbele reagierte, beschloss dieser, in den Schriftwechsel zwischen Lavater und Mendelssohn einzusteigen. Kölbeles Schriften waren stark antijüdisch geprägt. So griff er das Vorurteil des unglaubwürdigen Judeneids auf. Er griff Mendelssohn persönlich an, indem er nach dessen Lebensunterhalt fragte, der mit Mendelssohns Einkünften nicht zu bezahlen sei. Außerdem beschuldigte er Mendelssohn der Proselytenmacherei und warf ihm vor, dem Deismus anzuhängen. Damit gefährdete Kölbele Mendelssohns Status als sogenannter Schutzjude und so auch dessen Leben. Nachdem sich Mendelssohn gegenüber Lavater und somit auch der Öffentlichkeit von diesen Anschuldigungen befreit hatte und die Presse negativ auf Kölbeles Äußerungen reagierte, warf Kölbele den Journalisten vor, von den Juden gekauft worden zu sein. Kölbele wurden daraufhin von einem anonymen Zeitgenossen leidenschaftlicher Religionshass und Disputationssucht bescheinigt.
Sein Konvertitenroman Die Begebenheiten der Jungfer Meyern, eines Jüdischen Frauenzimmers steht ganz im Zeichen der Judenmission. Darin entwirft Kölbele das christliche Ideal einer Umsetzung der Bekehrung vom Judentum zum Christentum, das sich stark von der in Autobiografien bekehrter Juden geschilderten Realität unterscheidet, in denen die negativen Folgen des Religionswechsels beschrieben werden.

## Schriften
- Die Begebenheiten der Jungfer Meyern, eines Jüdischen Frauenzimmers. Frankfurt am Main 1765. 2. und vermehrte Auflage, Frankfurt am Main 1766. 3. und sehr veränderte Auflage, Andreä, Frankfurt am Mayn 1771.
- Die Zulässigkeit der Eide nach den Grundsätzen des neuen Bundes und nach Anleitung des Griechischen Textes. Andreä, Frankfurt am Mayn 1767 (Digitalisat im VD 18 Digital).
- Die Begebenheiten der Philippine Damien, von ihr selbst beschrieben. Andreä, Frankfurt am Mayn 1769 (Digitalisat im VD 18 Digital).
- Schreiben an den Herrn Moses Mendelssohn über die Lavaterische und Kölbelische Angelegenheiten gegen Herrn Moses Mendelssohn. Andreä, Frankfurt am Mayn 1770.
- Zweytes Schreiben an Herrn Moses Mendelssohn insonderheit über den ehemahligen Mendelssohnischen Deismus, über das Mendelssohnische Kennzeichen einer Offenbarung, und kürzlich über die Glaubwürdigkeit der Evangelischen Geschichte. Andreä, Frankfurt am Mayn 1770.
- Kleiner Versuch über die Wunder nach Houttevillischem Bonnetischem und Hollmännischem Leitfaden mit einigen Zusätzen über die Mendelssohnische und Kölbelische Religionsstreitigkeit. Frankfurt am Mayn 1772.